# Шафраника
Шафраника (лат. Carthamus tinctorius) медитеранска је биљка пореклом из Египта. У 16. веку је пренета у Енглеску, а одатле се раширила и на друга подручја. Шафраника је једногодишња грмолика биљка, кожастих, јајоликих и назубљених тамнозелених листова и може да нарасте до висине човека. Цвет јој је јаркожуте до наранџасте боје, која сушењем прелази у црвену. Ова биљка се употребљава у фармацеутској, прехрамбеној, као и у текстилној индустрији за бојење тканина.
Цвет се користи као сировина за добијање жуте и црвене боје. Уље шафранике се користи у исхрани, има висок садржај линолне киселине и витамина Е и К. Семе се такође користе у исхрани као зачин, и то као замена за јако скуп шафран. Осим у исхрани, уље се користи и у фармацеутској индустрији, за негу суве коже. У новије време појавили су се покушаји да се генетски модификованом шафраником произведе инсулин.